# Mitsume ga Tōru
Mitsume ga Tōru (яп. 三つ目がとおる, досл. «Триокий іде») — японська серія манґи, написана та проілюстрована легендарним японським манґакою Осаму Тедзукою. Спочатку манґа виходила в журналі Weekly Shonen Magazine з 7 липня 1974 року по 19 березня 1978 року, а згодом була випущена у тринадцяти танкобонах видавництвом Kodansha.
У 1977 році Mitsume ga Tōru розділив нагороду Kodansha Manga Award з іншою мангою Тедзуки, Black Jack. Відтоді манґа породила анімаційний телевізійний фільм Akumatō no Purinsu: Mitsume ga Tōru (яп. 悪魔島のプリンス 三つ目がとおる, укр. Принц з острова Диявола: Триокий), створений Toei Animation для Nippon TV, який транслювався 25 серпня 1985 року, а через п’ять років — аніме-серіал виробництва Tezuka Productions, який транслювався на TV Tokyo загалом у 48 епізодах з 18 жовтня 1990 року до 26 вересня 1991 року. Останню адаптацію серіалу було заплановано до першої річниці смерті Тедзуки 9 лютого 1989 року.
Головний герой, Хосуке Шараку, з’являвся за межами манги як повторюваний персонаж в інших роботах Тедзуки, з’являючись у двох телевізійних фільмах One Million-Year Trip: Bander Book (1978) і Undersea Super Train: Marine Express (1979) відповідно, а також в одному епізоді серіалу Blue Blink («В’язень у Роуз Хаус», 1989). Шараку також з’явився у трьох відеоіграх: Mitsume ga Tōru: The Three-Eyed One Comes Here від Natsume на MSX у 1989 році, Mitsume ga Tōru від Tomy на NES у 1992 році, Astro Boy: Omega Factor від Sega на Game Boy Advance (як ворог Астробоя) та Astro Boy від Sega на PlayStation 2 (як союзник Астробоя у побічному квесті).

## Сюжет
Історія обертається навколо головного героя Хосуке Шараку («Злий принц» 悪魔のプリンス). Хосуке — спадкоємець давньої раси триоких надлюдей, які колись давно побудували розвинену цивілізацію. За сюжетом Хосуке вирішує проблеми (найчастіше з власної вини) та досліджує загублені руїни, щоб дізнатися більше про своє походження. У цих справах його часто супроводжує найкраща подруга Чійоко Вато.
Бурхливої ночі до доктора Кенмочі завітала незнайома жінка з дитиною на руках. Жінка, яка мала третє око на лобі, закликала його піклуватися про дитину в обмін на «довге і благополучне життя», в якому вона ні в чому не буде мати потреби, і втекла з дому. Перш ніж Кенмочі зміг її зупинити, її вдарила блискавка в голову, і вона згоріла дотла. Кенмочі продовжував виховувати дитину, названу Шараку, як свою власну. Коли лікар доглядав за Шараку, він помітив, що у нього на лобі формується третє око; після того, як око виросло, Шараку почав розвивати високий інтелект і злу поведінку, невластиву жодному смертному. Щоб запобігти подальшому розвитку цієї дивної схильності, Кенмочі наклав йому на лоб хрестоподібну пов'язку, яка закривала третє око, і Шараку провів майже нормальне дитинство, маючи тупий розум і будучи строго слухняною людиною.
Над Шараку часто знущаються через його дитячість, і тому ця історія також про те, як він дає відсіч, коли йому знімають хрестоподібну пов'язку, що закриває його третє око. За пов'язкою ховається зловмисне третє око Шараку, і коли воно відкрите, у хлопчика прокидається прихований злий геній всередині. Суперництво Шараку з вчителями та учнями час від часу перетворюється на головні сюжетні моменти.
Щоб дізнатися про своє коріння, Шараку повинен дослідити таємничі руїни, які йому заповіла давно втрачена цивілізація Триоких. У своїх всесвітніх пошуках, які приводять його та Вато-сан в такі місця, як Аризона, острів Пасхи та Мексика, Шараку розшифровує стародавні писання та використовує винайдені ним гаджети, щоб допомогти вирішити (або почати) проблеми та таємниці.
Привабливість історії полягає в тому, що Осаму Тедзука, автор манги, змушує Шараку дослідити справжні історичні руїни, оповиті таємницею, і запропонувати свої власні унікальні ідеї.

## Персонажі
- Хосуке Шараку (写楽保介)

Останній представник Триоких. Має третє око на лобі, яке наділяє його астрономічним інтелектом та екстрасенсорними здібностями. Крім того, «Abutoru-Damuraru-Omunisu-Nomunisu Beru Esu Horimaku» — це фраза на триокому письмі для керування зброєю Червоного Кондора.
Його ім'я звучить як японська вимова Шерлока Холмса. Якщо закрити йому третє око, він стає дуже симпатичним, милим, нетямущим малюком.
- Чійоко Вато (和登千代子)

Однокласниця Шараку, яка є його найкращою подругою, материнською фігурою та любовного інтересу. Її часто називають «Вато-сан» (和登さん). Вона впевнена в собі, зухвала і дещо жорстока старшокласниця. Вона часто звертається до себе за допомогою японського чоловічого займенника «боку». Її ім'я є відсиланням до помічника Шерлока Холмса, Ватсона. Вона часто відіграє величезну роль у перешкоджанні планам Шараку щодо світового панування.
- Доктор Кенмочі (犬持教授)

Прийомний батько Шараку.
- Хігеояджі (ヒゲオヤジ.)

Власник токійської крамниці рамен і добрий друг Кенмочі.
Хігеояджі доводиться багато піклуватися про Шараку, якого не можна залишати самого, коли батько у від'їзді. Шараку іноді допомагає в крамниці, але його відволікаючий характер і незграбність зазвичай завдають Хігеояджі більше клопоту. Його прізвисько означає «вусатий старий».
- Інспектор поліції Унмей «Інспектор Хеппоко» (雲名警部)

Начальник поліції і один з персонажів, які бачили Шараку як Триокого в дії. Про його минуле та особистість відомо небагато, але він, здається, дуже відданий своїй роботі та незворушний у кризових ситуаціях.